# اشعه ایکس دکتر مکینتایر (فیلم مستند)
مستند اشعه ایکس دکتر مکینتایر (به انگلیسی: Macintyre's X-Ray Film) یک فیلم مستند صامت کوتاه اسکاتلندی است که توسط جان مکینتایر پزشک و رادیولوژیست اهل اسکاتلند ساخته شده‌است. در این مستند که در سال ۱۸۹۶ ساخته شده‌است به وسیله اشعه ایکس مفصل زانو و عضو گوارشی یک قورباغه نمایش داده می‌شود.